# 오지터
오지터(ゴジータ)는 토리야마 아키라의 만화 드래곤볼 애니메이션의 등장 인물이다.

## 소개
손오공과 베지터의 퓨전상태이다. 드래곤볼 Z의 극장판 한정으로 등장했지만 이후 드래곤볼 슈퍼: 브로리에 정식으로 재등장한다. 기술로는 카메하메하(エネルギー波)와 빅뱅 카메하메하(かめはめ波), 소울 퍼니셔(ソウルパニッシャー),더지전트 익스플로전(ドジジェントエクスプロージョン),스타더스트 폴(スターダストポール) 등이 있고,
손오공의 카메하메하와 순간이동과 베지터의 빅뱅 어택이나 파이널 플래시 등도 구사할 수 있다. 오공과 베지터의 포타라 합체인 베지트와 비교되는 대상이다.
여담으로, 오지터의 외적인 측면은 얼굴이 오공과 비슷하게 약간 유한걸 빼면 베지터에 좀 더 가깝다(예:M자 탈모)                                                     드레곤볼 슈퍼 브로리에서는 100배 빅뱅 가메하메하와 갓 퍼니셔, 스플릿 블래스트, 퍼니셔 실드 등을 사용한다.

## 전투
드래곤볼 브로리편에서 처음으로 등장해(Z 극장판에서도 등장했지만 Z 극장판은 정사에 포함되지 않음) 브로리를 압도하는 모습을 보였다. 슈퍼 사이어인 블루로 변신한 모습을 통해 슈퍼사이어인 갓으로도 변신이 가능할 것으로 보인다. 베지트처럼 싸움 내내 여유로운 모습을 보이며 브로리와의 싸움에서 브로리를 마무리 하진 못했지만 변신이 끝나지 않았기에 사실상 그와의 싸움에서 승리하였다. 엄청나게 다양한 기술을 선보였으며, 전투 스타일과 성격 또한 생각이 너무 많은 베지터와 생각이 너무 없는 손오공의 성격이 합쳐진 베지트와 비슷할 것으로 추측된다.

## 베지트vs오지터
다들 한 번씩은 상상해봤을 베지트vs오지터. 그런데 사실 둘의 전투력을 직접적으로 비교할 방법이 없기 때문에 두 합체의 지속시간을 가지고 비교해야 한다. 퓨전 합체의 지속 시간은 30분이고 포타라 합체의 지속 시간은 1시간이기에 포타라 합체인 베지트가 더 강하다고 할 수 있겠지만 포타라 합체는 합체하는 대상들의 기 소모가 심할수록 합체 시간이 줄어든다는 설정이 있기 때문에 지속 시간 또한 비슷할 것으로 보인다. 하지만 앞으로도 손오공과 베지터는 더더욱 기 소모가 심한 변신을 할 것이기 때문에 범용성도 훨씬 좋은 오지터가 더 좋은 합체 캐릭터로 보인다.

## 변신
드래곤볼Z 극장판에선 슈퍼사이어인, 드래곤볼 GT에선 슈퍼사이어인4, 드래곤볼 슈퍼에선 슈퍼사이어인 블루, 슈퍼 드래곤볼 히어로즈에서는 슈퍼사이어인 블루 진화까지 선보였다.(블루를 변신하는 것으로 보아 다른 변신들도 할 수 있는 것으로 추정)